# 天香藤
天香藤（学名：Albizia corniculata）是含羞草科合欢属的植物。分布于老挝、柬埔寨、越南以及中国大陆的广东、广西、福建等地，多生长于旷野或山地疏林中，目前尚未由人工引种栽培。

## 别名
刺藤（中国高等植物图鉴） 藤山丝